# Cushingova bolest
Cushingova bolest (pituitarni Cushingov sindrom, lat. Morbus Cushing) ili pituitarna ACTH hipersekrecija je oblik hiperpituitarizma kojeg karakteriziraju povećano stvaranje hormona u prednjem režnju hipofize ACTH i najčešći je uzrok endogenog Cushingova sindroma. Sindrom i bolest su nazvani po američkom liječniku Harvey Cushing koji ih je prvi opisao 1932.g.
|  | Molimo pročitajte upozorenje o korištenju medicinskih informacija. Ne provodite liječenje bez savjetovanja s liječnikom! |